# Lagoa da Fajã dos Cubres
A Lagoa da Fajã dos Cubres  é uma das mais bonitas e exóticas da ilha de São Jorge. Nas imediações desta lagoa surge uma planta de pequenas flores amarelas, os Cubres, que dá pelo nome cientifico de (Solidago sempervirens L.).
A lagoa da Fajã dos Cubres situa-se na freguesia da Ribeira Seca, da costa Norte da ilha de São Jorge e também resulta do abatimento da falésia a que está sobranceira e também como a Lagoa da Fajã de Santo Cristo foi formada pelo desmoronamento das montanhas da costa Norte da ilha que devido a formação geológica da própria ilha, ao assentamento da terras, à abrasão marítima e aos movimentos telúricos e a vulcanismos relativamente recentes do ponto de vista geológico que se conjugaram para o precipitar de grandes quantidades de matérias rochosos das terras mais altas.
Praticamente caso único nos Açores, e tal como a lagoa Fajã da Caldeira de Santo Cristo é uma lagoa de água salobra e sujeita às marés que fazem oscilar as suas águas contribuindo para a oxigenação das mesmas. Aí se pescam mujas, nome dado pelos locais às jovens tainhas que se ocultam entre a abundante vegetação que cresce nas suas águas. Nas margens da lagoa, as pastagens interiores, abundam com junco, e gado que pasta livremente.
Também é muito abundante em pequenos camarões que localmente são muito usados na pesca à garoupa. Os peixes mais abundantes na costa circundante mas que raramente entram na lagoa são: a tainha, a veja, a anchova e o bodião.
A esta lagoa nunca foi possível chegar de barco que sempre foram varados no calhau rolado na orla costeira adjacente.
Junto à lagoa existe um poço de baixa mar de onde é retirada água potável embora igualmente algo salobra a toalha freática que alimenta este poço é a mesma que alimenta a lagoa visto que essa toalha freática se estende praticamente desde o sopé da falésia.
Muitas espécies de diferentes aves, são observadas aqui, seja de passagem ou residentes: Nidificam neste lugar o Cagarro (Calonectris diomedea), o Garajau-rosado (Sterna-dougallii) e o Garajau-comum (Sterna-hirundo). Aves que estão rigorosamente protegidas por leis nacionais e internacionais.
Aparecem ainda o pato bravo ou mudo, o ganso, o pardal, a lambandeira, o melro, e o estroninho e dezenas de outras aves migratórias que passam pela lagoa a caminho do seu destino.
Relativamente à flora aparece a Urze (Erica azorica) endémica dos Açores e a Faia-da-Terra (Myrica faya) endémica dos Açores.
Os principais habitats naturais deste lugar são: praias de calhaus rolados, arribas marinhas e rochedos marinhos.